# Ophrys gumprechtii
Ophrys gumprechtii är en orkidéart som beskrevs av Othmar Danesch och Edeltraud Danesch. Ophrys gumprechtii ingår i ofryssläktet, och familjen orkidéer. Inga underarter finns listade i Catalogue of Life.